# Кур'я (Староуткинський міський округ)
Ку́р'я (рос. Курья) — присілок у складі Староуткинського міського округу Свердловської області.
Населення — 32 особи (2010, 17 2002).
Національний склад станом на 2002 рік: росіяни — 88 %.